# Adolf Žinčík
Adolf Žinčík (16. června 1909 – ???) byl český a československý politik Komunistické strany Československa a poúnorový poslanec Národního shromáždění ČSR.

## Biografie
Po roce 1945 se podílel na zakládání organizace KSČ v okrese Bruntál. Po volbách roku 1948 byl zvolen do Národního shromáždění za KSČ ve volebním kraji Opava. Mandát nabyl až dodatečně v prosinci 1950 jako náhradník poté, co rezignoval poslanec Stanislav Dolejšek. V parlamentu zasedal do konce funkčního období, tedy do voleb roku 1954.
V roce 1964 mu byl udělen Řád práce.